# Thất Liên Đáp Lý
Thất Liên Đáp Lý (tiếng Trung: 失怜答里; tiếng Mông Cổ: Шилийндалай; phiên âm: Shī lián dá lǐ; ? - ?) là nguyên phối của Nguyên Thành Tông Thiết Mộc Nhĩ, Hoàng đế thứ hai của nhà Nguyên trong lịch sử Trung Quốc, và là sinh mẫu của Hoàng thái tử Đức Thọ.
Bà chưa bao giờ làm Hoàng hậu khi còn sống, chỉ được truy phong Hậu vị vào năm 1299, sau khi Thành Tông đã kế vị.

## Tiểu sử
Thất Liên Đáp Lý họ Hoằng Cát Lạt thị. Sử sách không ghi lại hành trang của bà, chỉ biết bà sinh một con trai đặt tên Đức Thọ (德寿), rồi qua đời sớm trước khi Thiết Mộc Nhĩ đăng cơ. Sau Thiết Mộc Nhĩ tái hôn với kế thất là Bốc Lỗ Hãn của bộ tộc Bá Nhạc Ngô thị.
Năm 1295, Thiết Mộc Nhĩ kế vị, tức Nguyên Thành Tông. Bốc Lỗ Hãn được lập Hoàng hậu. Lễ sách phong cử hành vào tháng 10 năm 1299, vào thời điểm này Thất Liên Đáp Lý cũng được Thành Tông truy phong Hoàng hậu. Tưởng chừng Đức Thọ được phong Hoàng thái tử là niềm an ủi lớn của bà, thế nhưng tháng 12 năm 1305, Thái tử cũng tạ thế.
Sau khi Thành Tông băng hà, cháu trai Thành Tông là Hải Sơn kế vị, tức Nguyên Vũ Tông. Năm Vũ Tông thứ 3 (1310), tháng 10, Vũ Tông truy thụy bà là Trinh Từ Tĩnh Ý hoàng hậu (贞慈静懿皇后).
Sách thụy văn viết: 
| “                                         | 宗祧定位，象天地之有阴阳；今古同符，通幽明以行典礼。哀荣斯备，孝敬兼陈。恭惟先元妃弘吉剌氏，庆毓仙源，德昭彤史。春宫主馈，共瞻采翟之辉；椒掖正名，莫际飞龙之会。惟贞协在中之美，而慈推成物之仁。静既合夫坤元，懿益彰于壸则。虽小星之逮下，岂众曜之敢齐。嗣服云初，追怀曷已。是用究成先志，式阐徽称。谨遣某官某，上尊谥曰贞慈静懿皇后，升祔于成宗皇帝殿室。伏惟淑灵，永伸配侑，介以景福，佑我无疆。 . Tôn dao định vị, tương thiên địa chi hữu âm dương; kim cổ đồng phù, thông u minh dĩ hạnh điển lễ. Ai vinh tư bị, hiếu kính kiêm trần. Cung di tiên nguyên phối Hoằng Cát Lạt thị, khánh dục tiên nguyên, đức chiêu đồng sử. Xuân công chúa quỹ, củng chiêm thái trạch chi huy; tiêu dịch chính danh, mạch tế phi long chi hội. Duy trinh hiệp tại trung chi mỹ, nhi tư suy thành vật chi nhân. Tĩnh ký hiệp phu khôn nguyên, ý ích chương vu khổn tắc. Tuy tiểu tinh chi đãi hạ, khởi chúng diệu chi cảm tư. Tự phục vân sơ, truy hoài hạt dĩ. Thị dụng cứu thành tiên chí, thức xiển huy xưng, cẩn khán mỗ quan mỗ, thượng tôn thụy viết Trinh Từ Tĩnh Ý Hoàng hậu, thăng phụ vu thành tôn hoàng đế điện thất. Phúc duy thục linh, vĩnh thân phối hựu, giới dĩ cảnh phúc, hựu ngã vô cương. | ” |
| — Trinh Từ Tĩnh Ý hoàng hậu sách thụy văn | |   |